# Otjen sinjaja boroda
Otjen sinjaja boroda (russisk: Очень синяя борода) er en sovjetisk animationsfilm fra 1979 af Vladimir Samsonov.

## Medvirkende
- Mikhail Boyarskij
- Oleg Anofriev
- Valentina Ignatjeva som Marianna
- M. Smirnova som Lilyanna
- Larisa Dolina som Vivianna